# 鉱脈社
鉱脈社（こうみゃくしゃ）は宮崎県宮崎市に本社を置く地方出版社。月刊情報誌「タウンみやざき」や宮崎を楽しむ大人の情報誌「jupia」を発行している。書籍はみやざき文庫シリーズ、ふみくら文庫シリーズなど宮崎を主なテーマとしたものから、歌集、句集、詩集、写真集、絵画など幅広いジャンルの書籍を発行している。みやざき21世紀文庫シリーズは21世紀に残したい宮崎を代表とする作品を収めた書籍である。

## 出版物

### シリーズ
- みやざき21世紀文庫
- みやざき文庫
- 牧水研究
- ふみくら文庫

### 雑誌
- 月刊情報タウンみやざき
- jupia
- わざわざ行きたい　古民家れすとらんシリーズ
- ランチパスポート
- 住まい
- 病院ナビ
- 介護ナビ　おひさま
- 宮崎の高校ガイド

### フリーペーパー
- 月刊 速報 観光みやざき（ - 2011年4月号）